# Tommaso Pio Boggiani
Tommaso Pio Boggiani, O.P. (Bosco Marengo, 19 de janeiro de 1863 - Roma, 26 de fevereiro de 1942) foi um cardeal da Igreja Católica Romana que serviu como Arcebispo de Gênova.

## Biografia
Pio Boggiani nasceu em Bosco Marengo. Ele se juntou aos dominicanos em 15 de setembro de 1879. Ele mudou seu nome de batismo de Pio para Tommaso. Ele foi ordenado e foi trabalhar como missionário em Constantinopla, depois eleito prior do convento dominicano em Ragusa em 1891, serviu como pastor da paróquia de S. Maria di Castello, Gênova em 1900, mas foi transferido para ser um membro do Seminário de Gênova. Em 1908 foi nomeado administrador apostólico da Adria.

## Episcopado
O Papa Pio X nomeou-o bispo de Adria e Rovigo em 31 de outubro de 1908. Ele foi consagrado em 22 de novembro de 1908 por Rafael Merry del Val y Zulueta, que na época era Cardeal Secretário de Estado. Ele foi transferido para ser Arcebispo titular de Edessa di Osröene em 9 de janeiro de 1912 e foi nomeado delegado apostólico no México no dia seguinte. Ele foi nomeado administrador apostólico da Arcebispo de Gênova em 7 de março de 1914. Ele serviu como secretário do Conclave de 1914 que elegeu o Papa Bento XV.

## Cardinalizado
Papa Bento criou Cardeal-Presbítero de Santos Ciríaco e Julita no consistório de 4 de dezembro de 1916. Ele foi nomeado Arcebispo de Gênova em 10 de março de 1919. Ele renunciou governo pastoral da arquidiocese em 1921. Ele participou no Conclave de 1922 que elegeu Papa Pio XI. Ele foi eleito para a ordem do Cardeal-bispo, recebendo a sede suburbicária de Porto-Santa Rufina em 15 de julho de 1929. Participou do Conclave de 1939 que elegeu o Papa Pio XII. Ele morreu em 1942.